# KZ Farge

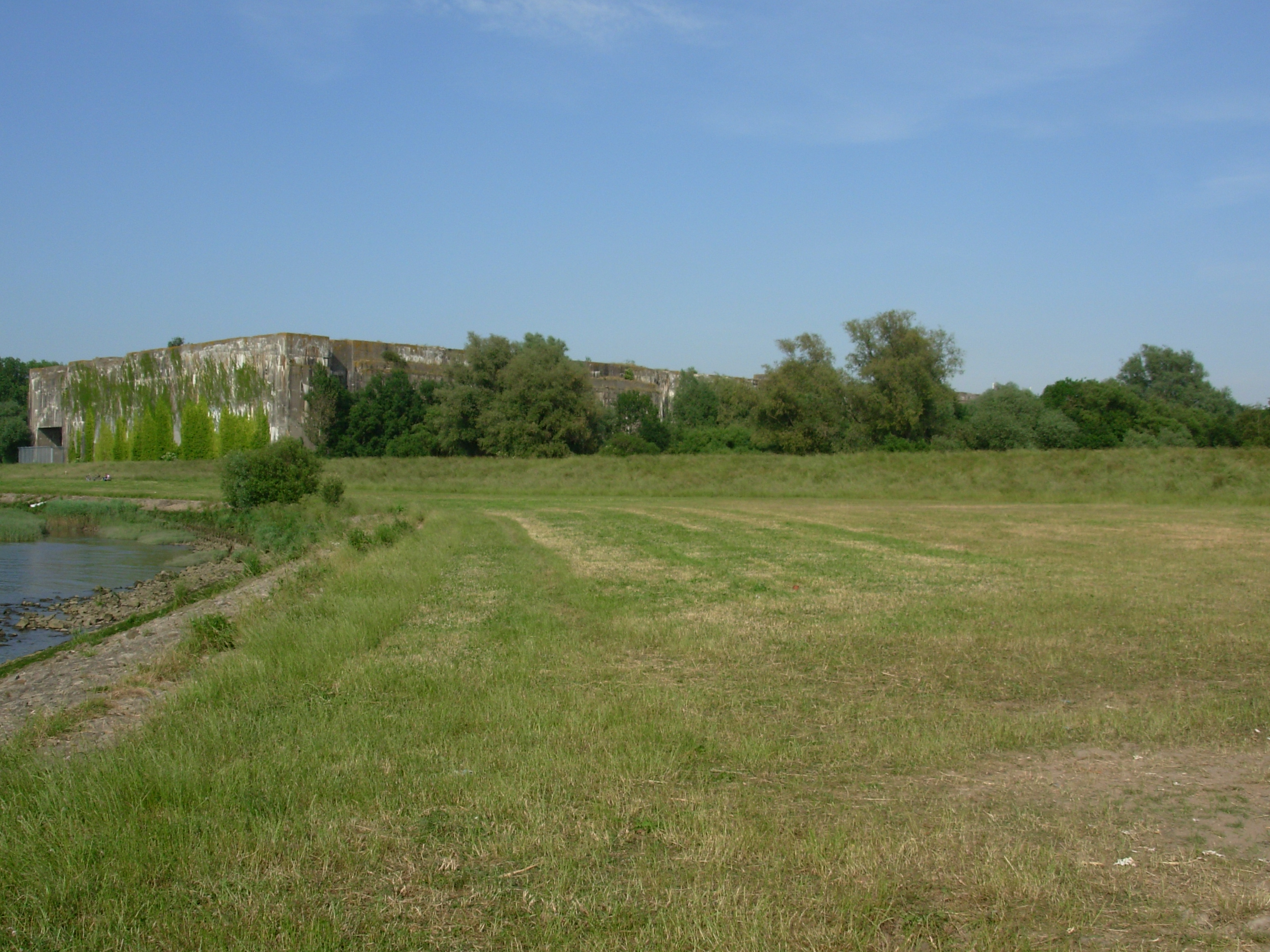
Onderzeebootbunker Valentin gezien vanaf de rivier de Weser

Het concentratiekamp (KZ) Farge was een buitenkamp van het concentratiekamp Neuengamme .  Het bestond van oktober 1943 tot 10 april 1945, volgens andere bronnen van 1 juli 1943 tot 8 april 1945.  De gevangenen van dit kamp bouwden de ongeveer ongeveer vier kilometer verderop gelegen U-bootbunker Valentin. Het concentratiekamp lag op de Neuenkirchen Heide tussen de plaatsen Schwanewede, Lüssum, Farge, Rekum en Neuenkirchen in wat nu het grensgebied tussen de deelstaten Bremen en Nedersaksen is.
Veel gevangenen werden ondergebracht in een onvoltooide, ronde ondergrondse brandstofbunker die was gebouwd voor het marine-oliedepot van Neuenkirchen. Het dak van de bunker was gecamoufleerd met zand. Op dit dak werden extra kazernes voor de keuken, toiletten, ziekenbarakken voor andere gevangenen en de administratie van het kamp gebouwd. De leefomstandigheden in deze bunker waren buitengewoon slecht. De bewaking werd verzorgd door soldaten van het Marinegemeinschaftslager.  

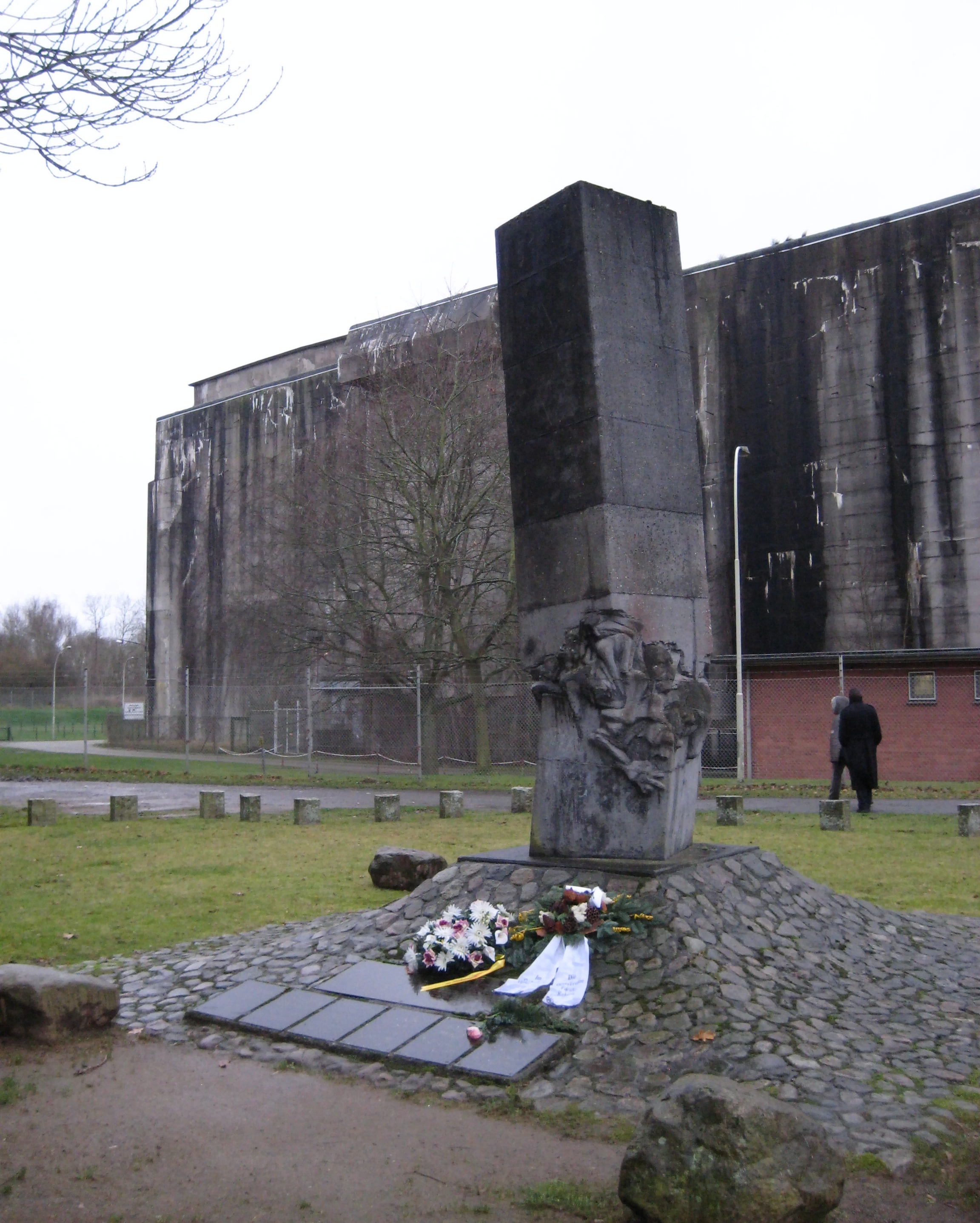
Het monument voor de bunker symboliseert het lijden en de dood van de gevangenen die hard moesten werken op de bunkerbouwplaats. Het staat op de voormalige route van de Farge-Schwanewede marinespoorlijn.

De gevangenen van KZ Farge kwamen uit verschillende concentratiekampen. In Rekum zou onder de naam Valentin  een bunker worden gebouwd die een U-boot werf moest beschermen tegen luchtaanvallen en directe toegang moest hebben tot de Weser. Het werk begon in 1943. De bunker is 426 meter lang en bijna 100 meter breed. Het complex is gebouwd door ongeveer 10.000 concentratiekampgevangenen en dwangarbeiders die voor de meer dan 100 betrokken bedrijven werkten (waaronder A. Wayss & Freytag, Hermann Möller (Wilhelmshaven), Lenz-Bau, Robert Kögel (Keulen), August Reiners, Gottfried Stehnke (Osterholz-Scharmbeck), Siemens-Schuckert Werke AG, Kieserling, Grün & Bilfinger, Gottlieb Tesch (Berlijn), Krupp AG (Rheinhausen), Dyckerhoff &amp; Widmann (Hamburg), Carl Duve (Bremen-Farge), Gebrüder Neumann (Noord), Habermann & Cluckes (Berlijn)).  De bouwbedrijven betaalden volgens loongroepen. Leidinggevenden ontvingen een uurloon van 1,29 RM (Reichsmark), voormannen ontvingen 1,05 RM, geschoolde arbeiders 0,95 RM, ongeschoolde arbeiders 0,73 RM en krijgsgevangenen 0,49 RM. De zogenaamde KZ-Hilfsarbeiter (dwangarbeiders uit concentratiekampen) kregen geen loon. In plaats daarvan betaalden de bedrijven 4,50 RM per dag werk voor een KZ-Hilfsarbeiter aan de SS -kampadministratie. Door de concentratiekampgevangenen uit te lenen, verwierf de SS aanzienlijke inkomsten, waarvan de meeste naar de hogere KZ-administratie ging en uiteindelijk naar het SS-Wirtschafts- und Verwaltungshauptamt ( SS-WVHA ). De kampautoriteiten gebruikten slechts ongeveer 1/3 van het inkomen van de gevangenen voor voedsel, bewaking, accommodatie, enz.. Dagelijks werd 0,70 RM van de gevangenen en de medewerkers van het kamp afgehouden als kostgeld en door het concentratiekamp als inkomen geboekt, zie afbeelding.

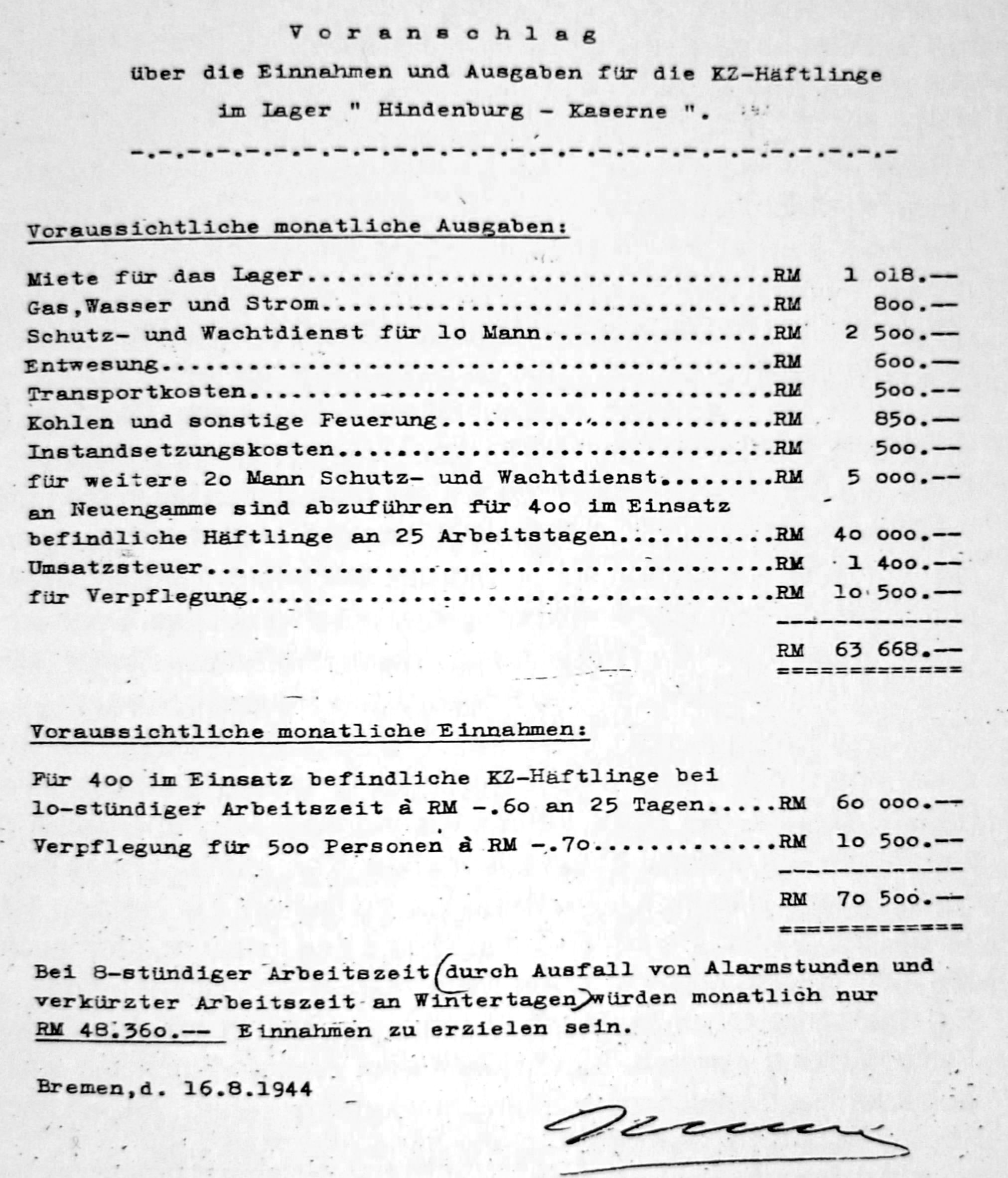
Inkomsten en uitgaven van een concentratiekamp met 400 gevangenen, lijst door de SS in Bremen in 1944

In oktober 1943 werd een apart barakkenkamp ingericht, dat ondergeschikt was aan het Stammlager (hoofdkamp) in Neuengamme. Vanuit het Stammlager Neuengamme arriveerde in 1943 een transport van 3.000 gevangenen, waardoor KZ Farge een van de grootste buitenkampen van KZ Neuengamme was. De gevangenen kwamen voornamelijk uit Frankrijk, de Sovjet-Unie en Polen. Het kamp was ongeveer vier kilometer verwijderd van de bunkerbouwplaats in wat nu de gemeente Schwanewede is. De levensomstandigheden van de gevangenen waren onmenselijk, waardoor veel gevangenen stierven van honger, ondervoeding of uitputting. Talloze gevangenen werden door de SS gedood. Hoewel het aantal waarschijnlijk veel hoger was, zijn er uit die tijd slechts 553 doden bekend, omdat de SS aan het einde van de oorlog veel documenten vernietigde om hun misdaden te verdoezelen. De werkzaamheden aan de bunker werden eind maart 1945 na zware bombardementen gestaakt.
Het kamp in Farge werd in het voorjaar van 1945 aangewezen als verzamelkamp voor alle buitenkampen in de omgeving van Bremen. De eerste dodenmarsen bereikten het kamp op 1 april 1945.
Op 25 maart 1945 werd het buitenkamp Meppen-Versen ontruimd en verliet het eerste transport het kamp. In dit transport zaten ongeveer 1.700 Nederlandse gevangenen, aangevuld met gevangenen uit buitenkamp Meppen-Dalum. Op 1 april 1945 kwam dit transport aan in Cloppenburg, vanwaar 40 ernstig zieke gevangenen per vrachtwagen naar Farge werden overgebracht. De overige gevangenen werden op 3 april 1945 per trein naar Farge gebracht. Zij overnachtten niet in het kamp zelf, maar op een sportveld in de buurt. Dit transport verliet Farge op 4 april en bereikte KZ Neuengamme op 5 april 1945.
De gevangenen uit de kampen Schützenhof, Bahrsplate en Riespott werden op 7 april 1945 in KZ Farge verzameld, wat betekent dat er tussen eind maart en begin april 1945 naar en vanaf KZ Farge werden getransporteerd. Het aantal doden is vanwege ontbrekende bronnen lastig vast te stellen. De schatting ligt tussen de 750 en 2.000 doden.
KZ Farge werd op 10 april door de SS ontruimd. De gevangenen werden verdeeld over andere kampen. Sommigen werden gedwongen naar het opvangkamp Sandbostel ( dodenmars) te marcheren, alle zieken werden in treinen gepropt en richting Bergen-Belsen gedeporteerd. De trein bereikte het kamp echter nooit en kwam in Bremervörde terecht. Alle gevangenen die de ontberingen hadden overleefd, werden geëvacueerd naar Sandbostel . Er werden echter ook enkele gevangenen via Winsen/Luhe teruggebracht naar het hoofdkamp in Neuengamme.

Vanaf 1944 was Hauptsturmführer van de Reserve Waffen-SS Ulrich Wahl de commandant van KZ Farge.